# Travesía de las Canonjías
La travesía de las Canonjías es una vía pública de la ciudad española de Segovia.

## Descripción
Hubo dos travesías del mismo nombre, paralelas, que conectaban la «Canongía Nueva» con la «Canongía Vieja», actuales calle de Daoiz y calle de Velarde, respectivamente. En el siglo XXI, tan solo pervive una. Su nombre se debe a que fueron morada de canónigos, capellanes y demás clerecía. Aparecen descritas en Las calles de Segovia (1918) de Mariano Sáez y Romero con las siguientes palabras:

Canongías (Travesía 1.ª de las).—Esta calleja y la que sigue paralela, que es la travesía 2.ª de las Canongías, van desde lo que antes se llamaba Canongía Nueva a la Vieja, ahora calles de Daoíz y de Velarde, respectivamente, y es lo único que queda del antiguo y característico nombre. La Travesía 1.ª se halla a poco de pasar la plazuela de Alfonso XII, enfrente de San Andrés y va hasta la calle de Velarde, entre las casas núms. 5 y 7. La 2.ª Travesía, sale de la mitad de la calle de Daoíz y llega a la de Velarde por la puerta de la Claustra. Las vías no tienen otra importancia, ni otro recuerdo que el de su nombre, que debe ser respetado; son una comunicación entre las dos calles mencionadas, ocupadas antes sus casas por canónigos, beneficiados, capellanes, racioneros, clerecía menor y demás dependencia de la Catedral; ahora situada la iglesia casi en uno de sus extremos, como lo estaba la primitiva en los extremos opuestos, en la plazuela del Alcázar.
(Sáez y Romero, 1918, pp. 24-25)

En Guía y plano de Segovia (1906), obra de Félix Gila y Fidalgo, se menciona lo siguiente:

El espacio comprendido entre los sitios de la Catedral vieja y el que ocupa la actual Catedral, se viene llamando Las Canongías y tiene su entrada por la histórica calle de la Almudaina, hoy de los Leones. En otro tiempo estaba habitado por los canónigos, beneficiados, racioneros y demás servidores de la Catedral, motivo que servía para darla el nombre de Claustra y el derecho de asilo á los delincuentes y perseguidos por los brazos de la realeza, la nobleza y el común; y cerrado por cuatro arcos, uno que se conserva en la Canongía vieja, con nicho de columnas azules y adornos de Renacimiento y tres que fueron derribados en las fiestas de la boda de Felipe II para el paso de alegóricas carrozas. Conserva de las pasadas edades las dovelas románicas y góticas de las portadas y las casas de reconocida comodidad en consonancia con el clima segoviano, dotadas para protegerse del frío invernal con soleadas galerías y de los ardores caniculares con sombreados jardines; y de sus primitivos pobladores el silencio y el recogimiento de los dedicados á la oración.
(Gila y Fidalgo, 1906, pp. 64-65)